# Кошмари на Елм Стрийт (филм, 2010)
„Кошмари на Елм Стрийт“ (на английски: A Nightmare on Elm Street) е американски слашър филм на ужасите от 2010 г., римейк на класическия филм от 1984 г. и общо 9-и в поредицата.

## Сюжет
Призракът на един мъртъв убиец на деца, преследва децата на родителите, които са го убили, като ги намира и убива в техните сънища.

## Актьорски състав
- Джаки Ърл Хейли – Фреди Крюгер
- Кайл Гарнър – Куентин Смит
- Руни Мара – Нанси Холбрук
- Кейти Касиди – Крис Фаулъс
- Келан Лъц – Дийн Ръсел
- Томас Декър – Джеси Браун
- Кланси Браун – Алън Смит

## В България
Филмът е излъчен по Би Ти Ви с български дублаж на студио Медиа Линк. Ролите се озвучават от Биляна Петринска, Цветослава Симеонова, Христо Бонин, Явор Караиванов и Виктор Танев.